# Gledin
Gledin – wieś w Rumunii, w okręgu Bistrița-Năsăud, w gminie Monor. W 2011 roku liczyła 548 mieszkańców.